# Kratochvilka
Kratochvilka je obec v okrese Brno-venkov v Jihomoravském kraji. Nachází se v Boskovické brázdě. Žije zde 477 obyvatel.

## Historie
Už v roce 1626 je zmiňován zájezdní hostinec Kratochvilka na silnici Ivančice – Velká Bíteš. První písemná zmínka o obci pochází z roku 1783, kdy byla založena. Ves vznikla v letech 1783–1788 parcelací dvora. K roku 1846 je zaznamenána podoba názvu Kratochwill (též Kurzweil).

## Obyvatelstvo
| Rok            | 1869 | 1880 | 1890 | 1900 | 1910 | 1921 | 1930 | 1950 | 1961 | 1970 | 1980 | 1991 | 2001 | 2011 | 2021 |
| -------------- | ---- | ---- | ---- | ---- | ---- | ---- | ---- | ---- | ---- | ---- | ---- | ---- | ---- | ---- | ---- |
| Počet obyvatel | 190  | 209  | 244  | 360  | 429  | 482  | 561  | 586  | 536  | 518  | 506  | 436  | 429  | 445  | 466  |
| Počet domů     | 23   | 32   | 33   | 53   | 60   | 65   | 102  | 125  | 129  | 136  | 135  | 144  | 151  | 155  | 172  |

Vývoj počtu obyvatel

## Obecní správa

### Obecní symboly
Znak a vlajka byly obci uděleny rozhodnutím předsedkyně Poslanecké sněmovny Parlamentu České republiky dne 12. dubna 2013.

## Pamětihodnosti
- V obci se dříve na návsi nacházela kaple, která však byla 27. dubna 1945 při bombardování obce německou armádou zničena.
- Pomník T. G. Masaryka

## Fotogalerie

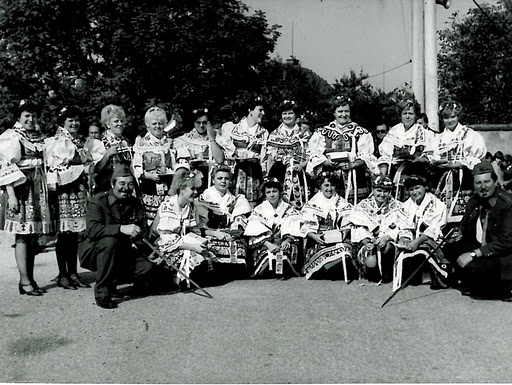
Rozmarýnové hody v Kratochvilce v roce 1978
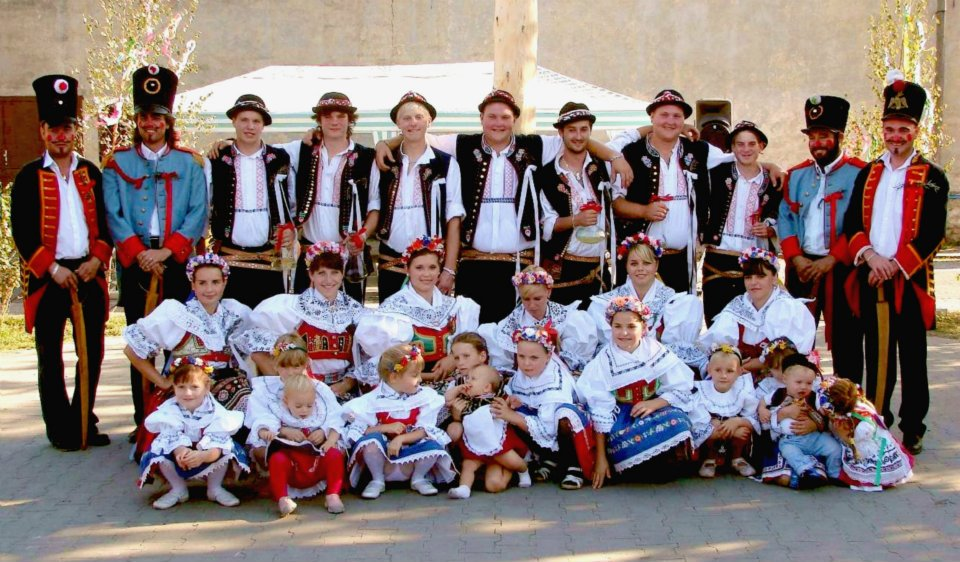
Rozmarýnové hody v Kratochvilce v roce 2011
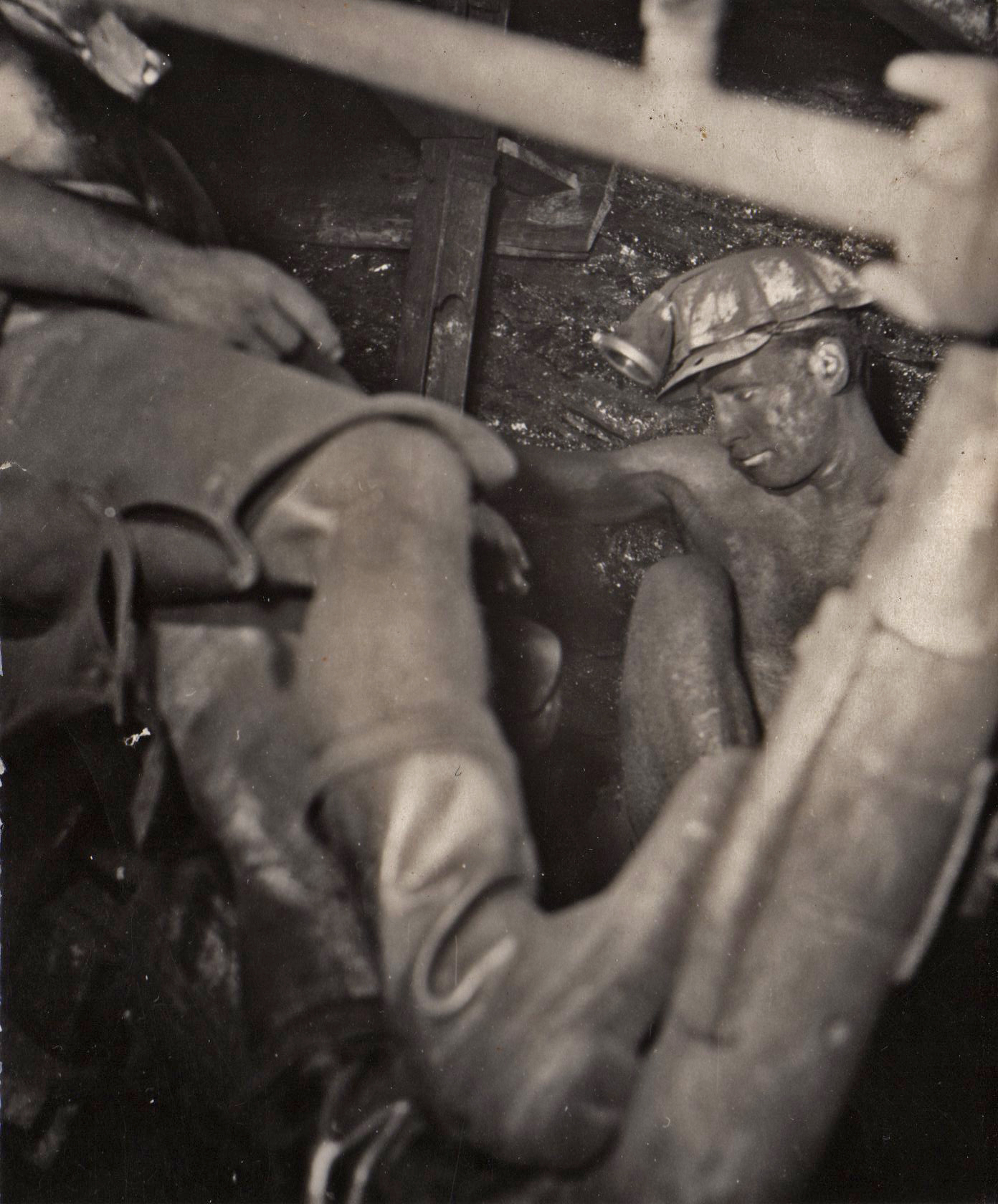
Kratochvilští horníci v rosicko-oslavanských dolech